# Adam Kompała
Adam Kompała (ur. 16 sierpnia 1973 w Rudzie Śląskiej) – polski piłkarz, były gracz m.in. Górnika Zabrze, występujący na pozycji pomocnika.

## Kariera piłkarska
Kompała rozpoczął swoją karierę w sezonie 1989/1990 w Górniku Zabrze, którego barwy reprezentował do sezonu 1992/1993. Następnie występował w Ruchu Radzionków. Sezon 1998/1999 to powrót do Górnika, z którym zadebiutował w I lidze. W jego barwach w pierwszym swoim sezonie w I lidze, zagrał w 27 meczach i zdobył 1 bramkę. Sezon 1999/2000, był najlepszym w dotychczasowej karierze Kompały. W 30 ligowych meczach zdobył 19 bramek i został królem strzelców polskiej ekstraklasy. W sezonie 2003/2004 reprezentował barwy Szczakowianki Jaworzno. Sezon 2004/2005 to występy dla Podbeskidzia Bielsko-Biała. Na jesieni sezonu 2005/2006 reprezentował barwy II-ligowej Jagiellonii Białystok, a od wiosny tego samego sezonu był piłkarzem II-ligowego Piasta Gliwice. 24 czerwca 2008 podpisał dwuletni kontrakt z Ruchem Radzionków. Jest to powrót piłkarza do radzionkowskiej drużyny po 10 latach. Na I-ligowych boiskach rozegrał 140 meczów i zdobył 40 bramek, wszystkie w barwach Górnika Zabrze. W meczu charytatywnym na rzecz rodzin ofiar tragedii w kopalni "Halemba" 9 grudnia 2006 wystąpił w reprezentacji Śląska i strzelił reprezentacji Polski jednego gola - po dośrodkowaniu z lewego skrzydła strzałem z woleja umieścił piłkę w bramce strzeżonej przez bramkarza Korony Kielce, Macieja Mielcarza.
Pomimo zdobytego tytułu króla strzelców polskiej ekstraklasy w 2000 roku nigdy nie było mu dane zagrać w reprezentacji Polski.
Po sezonie 2009/2010 Adam Kompała zdecydował się zagrać kolejny sezon w Jastrzębiu Bielszowice, który był jego ostatnim sezonem w seniorskich rozgrywkach.

## Sukcesy
- Król strzelców polskiej ekstraklasy w 2000 roku.